# KSV 헤센 카셀
KSV 헤센 카셀(독일어: KSV Hessen Kassel)은 독일의 축구 클럽으로, 헤센주의 카셀을 연고지로 한다. 현재 레기오날리가 쥐트베스트에 참가하고 있다.

## 선수 명단

### 현역
참고: FIFA 자격 규정에 따라 소속된 국가대표팀 국기를 표시합니다. 선수는 복수의 FIFA 비회원국 국적을 가지고 있을 수 있습니다.
| 번호 | 포지션 | 국적   | 이름            |
| ---- | ------ | ------ | --------------- |
| 18   | MF     | 튀니지 | 라미 조우아오위 |

| 번호 | 포지션 | 국적       | 이름              |
| ---- | ------ | ---------- | ----------------- |
| 21   | MF     | 나이지리아 | 데이비드 엠마누엘 |